# Kalatos

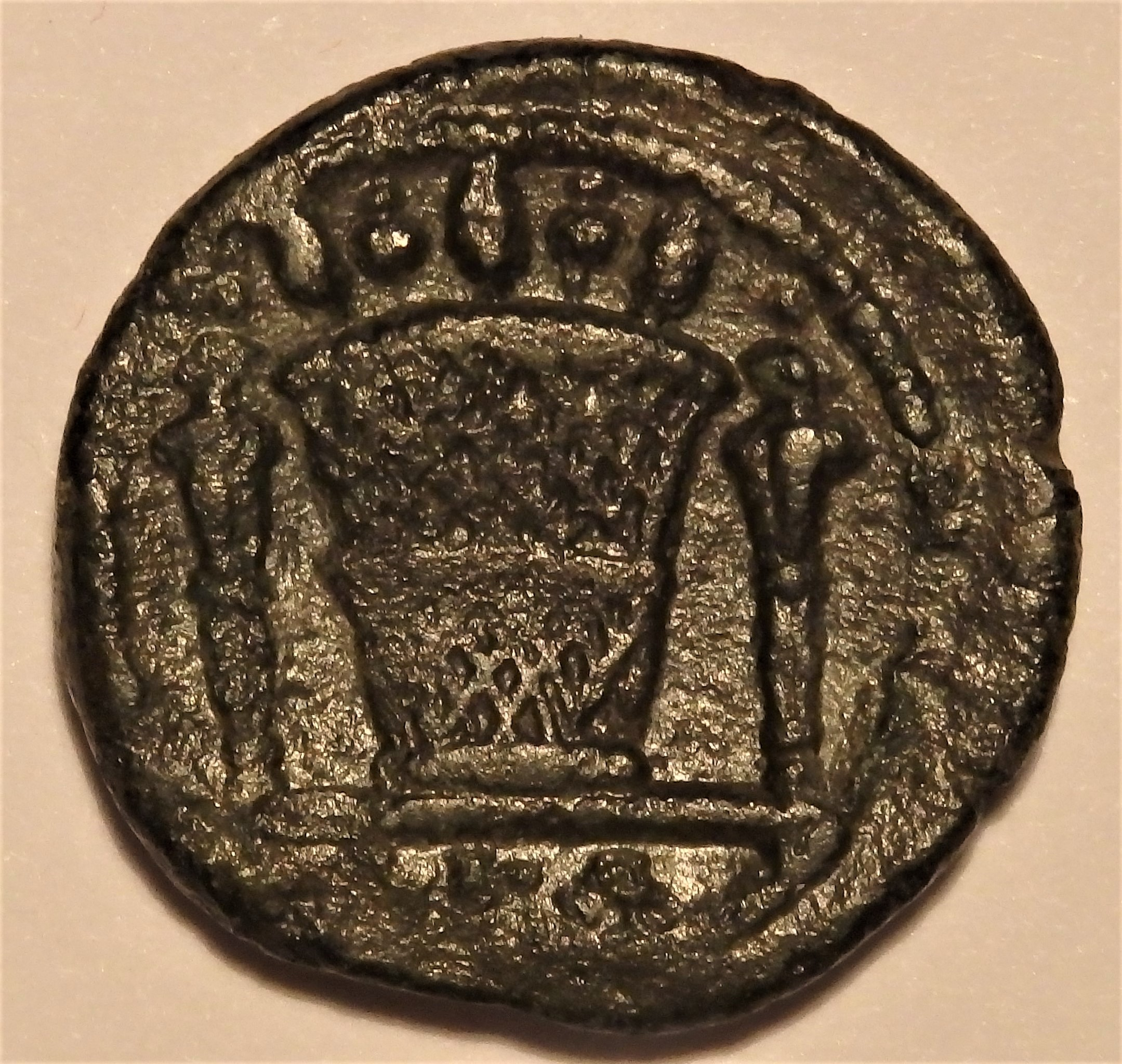
Kalatos jako pleciony kosz na monecie aleksandryjskiej z I/II w. n.e.

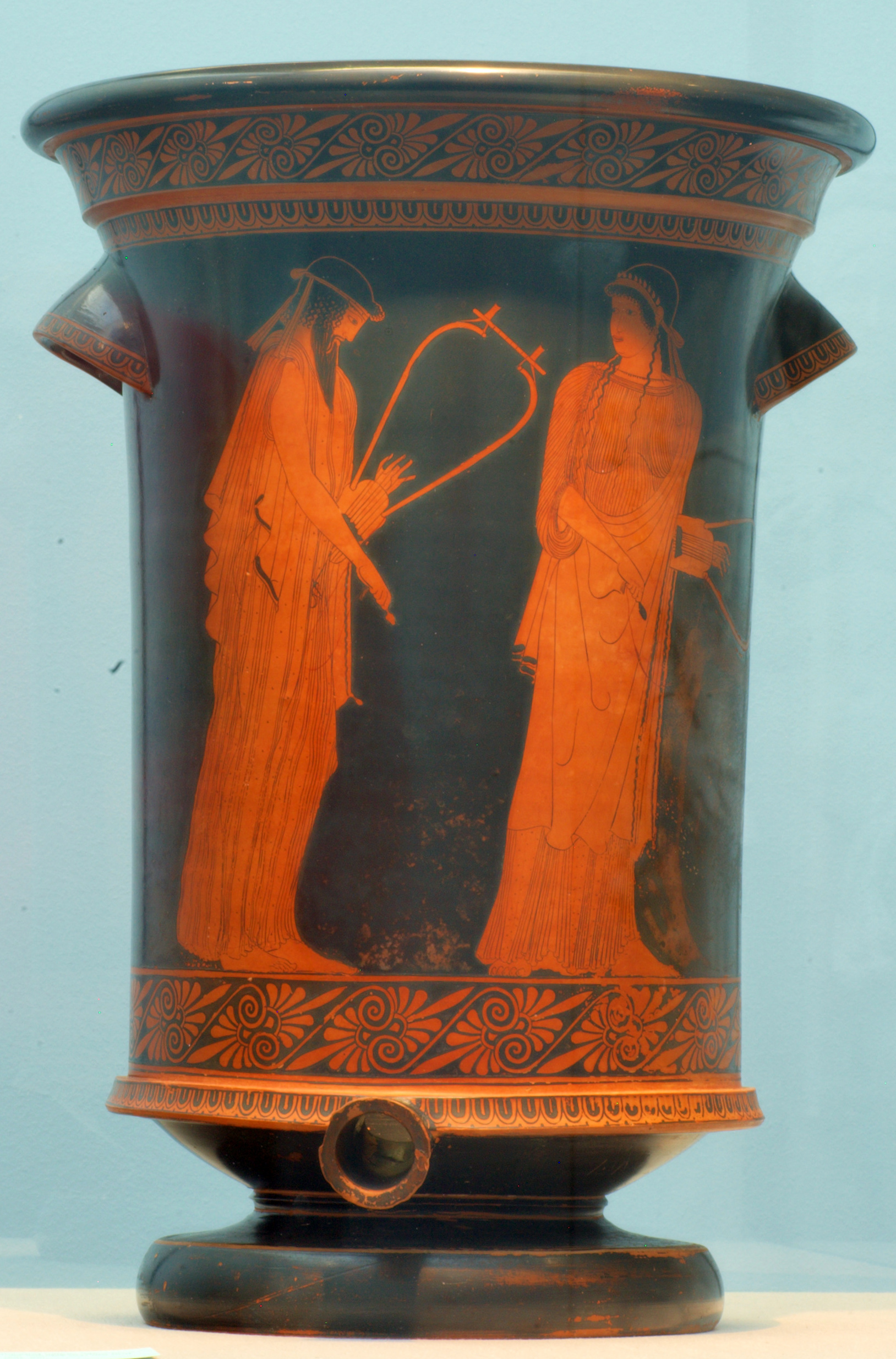
Zdobiony kalatos czerwonofigurowy (Ateny, V wiek p.n.e.)

Kalatos (gr. κάλαθος) – w starożytnej Grecji przedmiot użytkowy pełniący rolę pojemnika i mający kilka pokrewnych znaczeń.
Określano tak przede wszystkim pleciony z wikliny koszyk, zwężony u dołu i rozszerzający się ku górze, będący atrybutem bogini Demeter. Duży, wypełniony owocami kalatos niesiono w uroczystej procesji na cześć bogini z Aten do Eleusis. W gospodarstwie domowym pleciony kosz służył również prządkom jako pojemnik na wełnę, i dlatego w sztuce starogreckiej występował jako atrybut także bogini Ateny Ergane, opiekunki prac domowych oraz bogini przędzenia i tkactwa. Oprócz odniesienia do obu wspomnianych bogiń przypisywano mu również rolę w kulcie Gai i Tyche. 
Nazwą tą określano też pochodne od kosza naczynia ceramiczne o zbliżonym kształcie. Jedno z nich, zdobione scenami figuralnymi, miało formę wysokiego cylindra (niekiedy o podwójnych ściankach) osadzonego na szerokiej, niskiej stopce, z dwoma uchwytami tuż pod grubym, rozchylonym wylewem. Nazywano tak również nieduży, lecz wysoki, cienkościenny kubek o prostej formie i kielichowato rozchylonym wylewie, służący najczęściej do przelewania wina (współcześnie tę samą rolę w greckiej gastronomii pełni metalowe naczynie o tym samym kształcie).
Ponadto określenie to odnoszono do głowicy kolumn w porządku korynckim, zwłaszcza do głowic spoczywających na głowach kanefor.